# Opisthoxia archidiaria
Opisthoxia archidiaria là một loài bướm đêm trong họ Geometridae.